# Lettische Eishockeyliga 2005/06
Die Saison 2005/06 war die 15. Spielzeit der lettischen Eishockeyliga, der höchsten lettischen Eishockeyspielklasse. Meister wurde zum insgesamt vierten Mal in der Vereinsgeschichte der HK Riga 2000.

## Modus
In der Hauptrunde absolvierten die sieben Mannschaften jeweils 30 Spiele. Alle sieben Mannschaften qualifizierten sich für die Playoffs, in denen der Meister ausgespielt wurde. In der ersten Playoffrunde hatte der Erstplatzierte der Hauptrunde ein Freilos. Für einen Sieg nach regulärer Spielzeit erhielt jede Mannschaft drei Punkte, für einen Sieg nach Overtime erhielt jede Mannschaft zwei Punkte, bei einer Niederlage nach Overtime gab es einen Punkt und bei einer Niederlage nach regulärer Spielzeit null Punkte.

## Hauptrunde

### Tabelle
|    | Klub                  | Sp | S  | OTS | OTN | N  | Tore    | Punkte |
| -- | --------------------- | -- | -- | --- | --- | -- | ------- | ------ |
| 1. | ASK/Ogre              | 30 | 24 | 3   | 0   | 3  | 141:060 | 81     |
| 2. | HK Riga 2000          | 30 | 19 | 1   | 1   | 9  | 135:093 | 60     |
| 3. | DHK Latgale           | 30 | 13 | 2   | 4   | 11 | 127:075 | 47     |
| 4. | HK Liepājas Metalurgs | 30 | 13 | 0   | 1   | 16 | 114:160 | 40     |
| 5. | HK Vilki OP Riga      | 30 | 7  | 4   | 3   | 16 | 085:119 | 32     |
| 6. | SK Riga 20            | 30 | 8  | 1   | 3   | 18 | 099:133 | 29     |
| 7. | SC Energija           | 30 | 8  | 2   | 1   | 19 | 096:157 | 29     |

Sp = Spiele, S = Siege, U = unentschieden, N = Niederlagen, OTS = Overtime-Siege, OTN = Overtime-Niederlage, SOS = Penalty-Siege, SON = Penalty-Niederlage

## Playoffs

### Viertelfinale
- HK Riga 2000 –  SC Energija 2:0
- DHK Latgale –  SK Riga 20 2:0
- HK Liepājas Metalurgs –  HK Vilki Riga 2:0

### Halbfinale
- HK Riga 2000 –  DHK Latgale 3:0
- ASK/Ogre –  HK Liepājas Metalurgs 0:3

### Spiel um Platz 3
- ASK/Ogre –  DHK Latgale 0:2

### Finale
- HK Riga 2000 –  HK Liepājas Metalurgs 4:1